# Boršt (Metlika, Slovenija)
Boršt je naselje u slovenskoj Općini Metliki. Boršt se nalazi u pokrajini Dolenjskoj i statističkoj regiji Jugoistočnoj Sloveniji. 

## Stanovništvo
Prema popisu stanovništva iz 2002. godine naselje je imalo 56 stanovnika.